# Piper colonense
Piper colonense är en pepparväxtart som beskrevs av C. Dc.. Piper colonense ingår i släktet Piper och familjen pepparväxter. Inga underarter finns listade i Catalogue of Life.